# HK Brezno

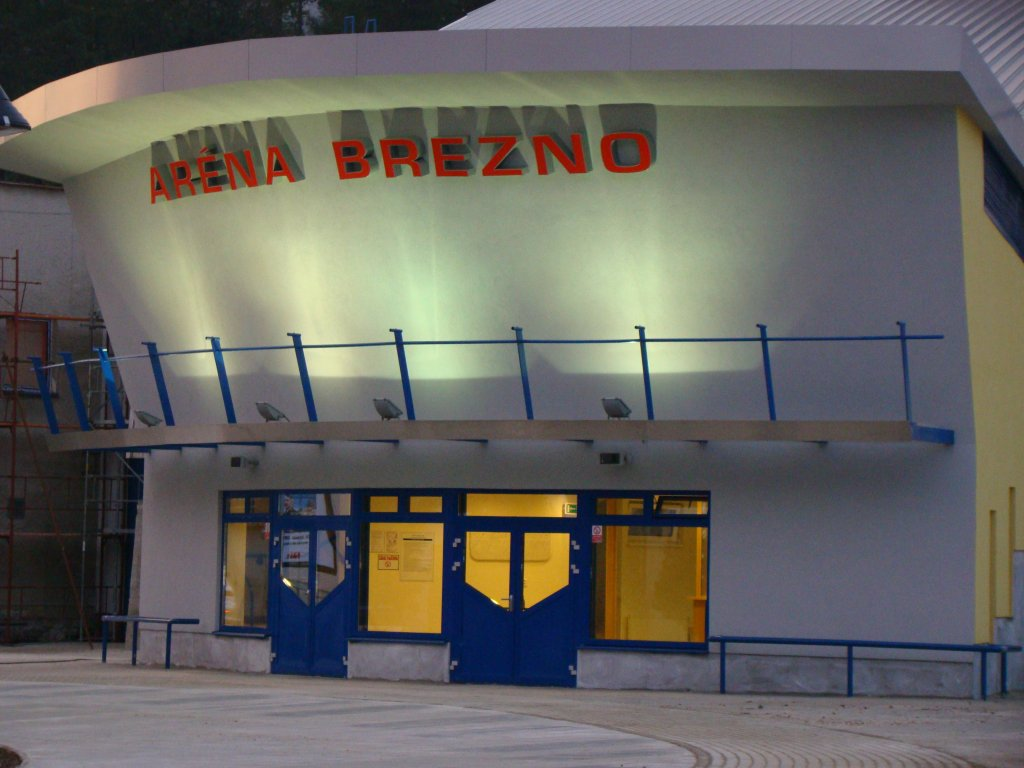
A breznóbányai jégcsarnok

A HK Brezno egy szlovák jégkorongcsapat Breznóbányán. A klub a harmadosztályú 2. hokejová liga keleti csoportjában játszik.

## Története
A klubot 1935-ben alapították.

### Korábban használt nevek
- ŠK Brezno
- Jednota SD Brezno
- TJ Mostáreň Brezno
- 1. MŠK VTJ Brezno
- MHK Brezno
- HK Brezno

## Helyezések

### Csehszlovákia
2. Slovenská národná hokejová liga – 2 szezon
- 5. hely: 1992/93
- 6. hely: 1991/92

Krajské Majstrovstvá SR – 5 szezon
- 1. hely: 1990/91
- 2. hely: 1985/86
- 3. hely: 1989/90
- 5. hely: 1986/1987, 1988/89

### Szlovákia
1. hokejová liga – 4 szezon
- 7. hely: 2009/10
- 12. hely: 2021/22, 2022/23
- 14. hely: 2010/11

2. hokejová liga – 18  szezon
- 1. hely: 2002/03, 2003/04, 2008/09
- 2. hely:2001/02, 2006/07, 2007/08
- 3. hely:2004/05. 2016/17
- 4. hely: 1999/00, 2000/01
- 5. hely: 2005/06, 2012/13
- 6. hely: 1997/98
- 7. hely: 2011/12, 2013/14
- 10. hely: 1998/99
- 13. hely: 2017/18, 2023/24

## Statisztikák
| Főcsoport (A csoport) | Főcsoport (A csoport) | Főcsoport (A csoport) | Főcsoport (A csoport) | Főcsoport (A csoport) | Főcsoport (A csoport) | Főcsoport (A csoport) | Főcsoport (A csoport) | Főcsoport (A csoport) | Alsóház (D csoport) | Alsóház (D csoport) | Alsóház (D csoport) | Alsóház (D csoport) | Alsóház (D csoport) | Alsóház (D csoport) | Alsóház (D csoport) | Alsóház (D csoport) | Rájátszás                   | Rájátszás                   | Rájátszás                   |
| Szezon                | LM                    | GY                    | GY. H.                | V. H.                 | V                     | G                     | P                     | Helyezés              | LM                  | GY                  | GY. H.              | V. H.               | V                   | G                   | P                   | Helyezés            | Negyeddöntő                 | Elődöntő                    | Döntő                       |
| --------------------- | --------------------- | --------------------- | --------------------- | --------------------- | --------------------- | --------------------- | --------------------- | --------------------- | ------------------- | ------------------- | ------------------- | ------------------- | ------------------- | ------------------- | ------------------- | ------------------- | --------------------------- | --------------------------- | --------------------------- |
| 2023–24               | 12                    | 2                     | 2                     | 1                     | 7                     | 33-61                 | 11                    | 6.                    | 6                   | 0                   | 0                   | 0                   | 6                   | 9-38                | 1                   | 4.                  | -                           | -                           | -                           |
| 2024–25               | 12                    | 6                     | 0                     | 0                     | 6                     | 44:52                 | 18                    | 4.                    | 12                  | 9                   | 0                   | 0                   | 3                   | 62:36               | 27                  | 2.                  | Nem jutott be a rájátszásba | Nem jutott be a rájátszásba | Nem jutott be a rájátszásba |

## Nézettség
| Szezon  | Teljes nézőszám | Átlagos nézőszám | Helyezés a ligában |
| ------- | --------------- | ---------------- | ------------------ |
| 2023–24 | 1423            | 158              | 10.                |
| 2024–25 | 1718            | 286              | 9.                 |